# Pierre Barbe
Pierre-Jacques Barbe, né à Paris le 28 mars 1900 et mort dans la même ville le 27 avril 2004, est un architecte et décorateur français, membre de l'Union des artistes modernes.

## Biographie
D'abord dessinateur humoristique, il obtient en 1928 son diplôme d'architecte à l'École des beaux-arts. Il s'oriente très vite vers l'aménagement et la décoration de boutiques et d'appartements.
Membre fondateur en 1929 de l'union des artistes modernes, il en est, la même année, le délégué adjoint au côté de Le Corbusier, au CIAM de Francfort. Influencé par le modernisme, ses meubles et maquettes sont exposés aux salons annuels de l'UAM. 
Cette période moderniste, marquée par de nombreux aménagements d'appartements, d'hôtels particuliers et de réaménagement de châteaux, trouve son apogée avec la transformation de 1931 à 1934 de l'hôtel Lambiotte à Neuilly-sur-Seine, qui vaut à Pierre Barbe de recevoir en 1936 la médaille d'or de la 6e triennale de Milan (l'hôtel Lambiotte est inscrit à l'inventaire supplémentaire des monuments historiques par décret du 11 juillet 1984 ,,).
En 1930, il fonde avec Louise Venard - sa compagne de 1925 jusqu'au décès de celle-ci en 1955 - un atelier de tapisserie et de passementerie dénommé « Installation Meubles Tissus » (IMT) qui commence par éditer les meubles de Pierre Barbe.
Au cours des années 1930, Pierre Barbe commence à s'éloigner, sans l'abandonner, du fonctionnalisme et du style international qui imprègnent l'UAM (qu'il quitte en 1934), pour revenir vers un certain classicisme bourgeois, en particulier dans le Nord de la France et en Belgique.
Le réaménagement de la maison de Léon Bekaert[Où ?] (1935), la restauration de la ferme du Molinel[Où ?] (1935), comme la restauration de châteaux (Étréham et Thury-Harcourt, p.ex.) en sont les témoins.
À partir de 1947, il participe au réaménagement de la villa Cavrois.
La réalisation de grands domaines est un aboutissement dans l'œuvre de Barbe. Au Domaine des Treilles (de 1961- à 1982, sur les communes de Tourtour et Flayosc, Var), il restaure et construit un ensemble de maisons fonctionnelles mais dans le style provençal.
Refusant le dogmatisme, Pierre Barbe s'est consacré à la synthèse entre classicisme et modernité.
Pierre Barbe poursuivra son œuvre jusqu'à l'âge de 94 ans, avant de disparaître à l'âge de 104 ans. La presse lui rendra hommage à cette occasion.

## Réalisations
Outre les projets sus-énoncés, on trouve :
- Sanary-sur-Mer, sa station balnéaire[11], avec Paul Page.
- Saint-Jean-Cap-Ferrat, maison de villégiature [12].
- Versailles, maison particulière pour le chorégraphe Roland Petit et son épouse, la danseuse et chanteuse, Zizi Jeanmaire. 1958.
- Paris, hôtel particulier du 4 avenue Milleret-de-Brou, agrandissement de l'hôtel et construction d'un salon de musique pour Henry Goüin (1932)[13]
- Abbaye de Royaumont, aménagement d’une salle de concert, restauration de la cuisine, vitraux[14]
- Nantes, 23, rue Saint-Clément, immeuble de bureaux pour la Compagnie de locomotives Batignolles-Châtillon[15]